# Jakovica
Jakovica este o localitate din comuna Logatec, Slovenia, cu o populație de 80 de locuitori.